# لابیسیا پامیلا
لابیسیا پامیلا (نام علمی: Labisia pumila) نام یک گونه از تیره پامچالیان است.